# Геральд (остров)
Остров Гера́льд — остров в Чукотском море, в 70 км к востоку от острова Врангеля. Представляет собой гранитогнейсовый останец. Площадь 11,3 км². Максимальная высота над уровнем моря — 364 м. Вместе с островом Врангеля входит в состав государственного природного заповедника «Остров Врангеля» — 0,05 % от всей площади. Административно относится к Иультинскому району Чукотского автономного округа.

## Климат
Климат суровый. Большую часть года над районом перемещаются массы холодного арктического воздуха с низким содержанием влаги и пыли. Летом с юго-востока доходит более тёплый и влажный воздух с Тихого океана. Периодически приходят сухие и сильно нагретые воздушные массы из Сибири. Полярный день — со 2-й декады мая по 20-е числа июля. Полярная ночь — со 2-й декады ноября по конец января.
Зимы продолжительны, характеризуются устойчивой морозной погодой, сильными северными ветрами. Средняя температура января −21,3 ºС, особенно холодные месяцы — февраль и март. В этот период температура на протяжении недель держится ниже −30 ºС, частые метели при скорости ветра до 40 м/с и выше. Лето прохладное, случаются заморозки и снегопады, средняя температура июля колеблется от +2 ºС до +2,5 ºС. Среднегодовая температура составляет -10,4 °С. Средняя относительная влажность около 88 %, годовая сумма осадков около 120 мм.

## История исследования
- Остров Геральд был открыт в 1849 году английским мореплавателем Генри Келлеттом, искавшим следы экспедиции Джона Франклина. Назван остров был в честь бригантины HMS Herald (1824)[англ.].
- В сентябре 1879 года к северо-востоку от острова вмёрз во льды и лёг в дрейф паровой барк USS Jeannette (1878) капитана Джорджа Делонга, искавшего следы экспедиции А. Э. Норденшельда.
- В 1881 году здесь высаживалась поисковая партия с американского парового куттера USRC Thomas Corwin (1876)[англ.], которым командовал Кельвин Хуппер (англ. Calvin L. Hooper). В составе этой группы — американский натуралист и этнограф, Эдвард В. Нельсон (англ. Edward William Nelson), а также американский натуралист и защитник природы Джон Мьюр.
- В 1911 году команда ледокольного парохода «Вайгач» высаживалась на острове и выполнила съёмку побережья.
- В январе 1914 года к северу от острова Врангеля и Геральда была раздавлена льдами бригантина HMCS Karluk[англ.]. Четверо полярников (А. Андерсон, Ч. Баркер, Дж. Бреди и А. Джоулайтли) ушли на остров Геральд и там погибли, возможно, отравившись угарным газом от неисправной печки; лишь в 1924 году их останки нашла и вывезла с острова экспедиция со шхуны «Герман», капитан Льюис Лейн.
- 1926 год — Г. А. Ушаков назначен уполномоченным Дальнекрайисполкома по управлению островами Врангеля и Геральда; на острове установлен памятный знак и поднят государственный флаг СССР (экспедиция на ледокольном пароходе «Ставрополь», капитан П. Г. Миловзоров).
- В 1935 году экспедиция на ледоколе «Красин» составила карту острова и провела гидрографические работы. Основные географические названия, оставшиеся на современной карте — отголосок тех лет (залив Микояна и Южный, мыс Островершинный).
- В 1939 натуралист Л. А. Портенко осмотрел остров с самолёта с высоты около 2300 м вместе с лётчиком-испытателем М. Н. Каминским.
- 1954 год — заход на остров гидрографического судна «Донец» для проведения геодезических измерений, и обнаружение записки с куттера «Томас Корвин», датированной 1881 годом, которую удалось прочитать лишь в 1971 году[2].
- 1960 — остров в составе долговременного заказника, преобразованного в 1968 году в заказник республиканского значения. С 1976 года — в составе государственного заповедника «Остров Врангеля»[3], администрация которого расположена в Певеке[1].
- В 1976 году остров вошёл в состав самого северного из заповедников Дальнего Востока — Государственный природный заповедник «Остров Врангеля» (Постановление Совета Министров РСФСР от 23 марта 1976 года №189, приказ Главохоты РСФСР от 20 апреля 1976 года №155 на основании решения Магаданского облисполкома от 07 августа 1975 года № 385).
- 1977 год — на острове Геральда проводили ознакомительные ботанические исследования.
- В 1982 году самому северному мысу было присвоено имя гидрографа В. Н. Дмитриева[4]; проведены наземные исследования птичьих базаров залива Микояна.
- 1983 — организация вокруг острова 5-километровой охранной зоны[1].
- 1985 — обновлен памятный знак, установленный в 1926 году моряками ЛП «Ставрополь», а также выполнена горизонтальная аэрофотосъёмка острова — для изучения береговых обрывов и колоний морских птиц.
- В 1986 году первое обоснование создания 12-мильной охранной зоны вокруг острова, на основе расчёта круговорота биомассы[5].
- В 1987 году, силами и на средства 282-й высокоширотной экспедиции 15-го Предприятия Главного управления геодезии и картографии при Совете Министров СССР (г. Магадан), на мысе Островершинный был установлен балок для решения радионавигационных задач в целях координации гравиметрической съёмки отдельных участков акватории Чукотского моря (масштаб 1:1000000). Его перенёс сюда из Ушаковского вертолёт Ми-6, пилотируемый экипажем Чаунского авиаотряда (г. Певек). В 1980-х каждой весной, при возможности, на острове проводили авиаучёты берлог белого медведя. В 1987 году впервые проведено детальное обследование всех мест гнездования морских птиц с припая[5].
- В 1988 году на острове работала 41-дневная летняя экспедиция от заповедника. Участники назвали две безымянные вершины острова «гора Келлета» и «гора Нельсона», и представили это в отчётах и на карте[5]. В дополнение к научным исследованиям они также искали, но не нашли никаких других следов пребывания на острове «группы Андерсона», погибшей, вероятно, в 1914 году[5].
- 1997 год — расширение охранной зоны вокруг острова до 12 морских миль; перевод администрации заповедника в Мыс Шмидта[1].
- 1999 год — вокруг острова создана 24-мильная охранная зона[1].
- 2003 — администрацию заповедника перемещают с Мыса Шмидта в Певек.
- 2004 — остров включён в список Всемирного наследия ЮНЕСКО (в составе государственного природного заповедника «Остров Врангеля»)[6].
- 2006 — из-за поломки главного двигателя вблизи острова простоял на якоре 14 дней морской буксир «Шуя», выполнявший геосъёмку шельфа Чукотского моря масштаба 1:1000000[7].

## Природа
Доминируют арктические пустыни, но встречаются также арктические полигональные тундры и щебёночно-глинистые арктические тундры. Орнитокомплекс — арктопустынный островной, а орнитофауна острова Геральд в 8—10 раз беднее таковой острова Врангеля.
Отмечен залет перепончатопалого галстучника. Максимальная численность морских колониальных птиц достигает 20 тыс. пар и испытывает многолетние колебания с периодом примерно 6 — 8 лет; преобладает толстоклювая кайра. В прошлом морской орнитокомплекс приобретал черты как арктического, так и арктобореопацифического, стабилизировавшись на стадии арктобореального. В остатках пищи чаек-бургомистров найдены останки сибирского и копытного леммингов.
Ежегодно на острове залегает в берлоги до нескольких десятков медведиц.